# Маппеты (телесериал)
«Маппеты» (англ. The Muppets) — американский телевизионный комедийный сериал, основанный на кукольных персонажах Маппетах, который стартовал на ABC 22 сентября 2015 года, как часть сезона 2015—2016 годов. Комедия, которая является шоу-в-шоу, разворачивается в Лос-Анджелесе на съемках вымышленного вечернего ток-шоу Up Late with Miss Piggy, которое транслируется после Jimmy Kimmel Live!. The Muppets представляет смесь пародии и псевдодокументального шоу в стиле «Американская семейка», и также использует метод однокамерной съемки.
Каждый эпизод ситкома имеет приглашенную звезду и музыкального гостя. В первых эпизодах были задействованы Риз Уизерспун, Мишель Пфайффер, Дженнифер Лоуренс, София Вергара, Керри Вашингтон и Лиам Хемсворт. От критиков сериал получил смешанно-положительные отзывы, тем временем дебютируя с демографическим рейтингом 2,9 в категории 18-49, тем самым становясь наиболее успешно стартовавшим ситкомом осеннего сезона.
12 мая 2016 канал ABC закрыл сериал.